# Обыкновенная игрунка
Обыкновенная игрунка или уистити (лат. Callithrix jacchus) — примат из семейства игрунковых. Эндемик Бразилии.

## Описание
Обыкновенные игрунки — очень маленькие обезьяны. Самцы чуть больше самок: средняя длина тела самца составляет 188 мм, в то время как самки — 185 мм. Самцы весят в среднем 256 грамм, а средний вес самки составляет 236 грамм. В 2014 году был расшифрован геном обыкновенной игрунки.

## Распространение
Обыкновенные игрунки обитают в северо-восточных и центральных лесах Бразилии.

## Образ жизни
Обыкновенные игрунки живут устойчивыми семьями, в каждую из которых может входить до 15 членов, однако самое распространённое число членов в такой семье — девять. Игрунки передвигаются по деревьям, подобно белкам.

## Питание
В основном питается растительной пищей: древесным соком, камедью, латексом, плодами, семенами, цветами, нектаром и грибами. Также важным источником пищи являются насекомые. Кроме того, обыкновенные игрунки могут питаться улитками, ящерицами, древесными лягушками, яйцами птиц, птенцами и детёнышами млекопитающих.

## Размножение
Размножаются игрунки раз в полгода. Потомство дает только альфа-самка, а альфа-самец и другие члены группы обязательно ухаживают за появившемся приплодом. Беременность протекает приблизительно 144—146 суток.
За один раз самка наводит 2-3 детенышей по 25 г каждый. Первое время малыши передвигаются на животе самки. По истечении 7 дней о маленьких игрунятах заботятся самцы, отдавая их самкам только для кормежки. Через 2-3 месяца детеныши уже сами могут добывать себе корм и становятся самостоятельными.